# Route nationale 84d
La route nationale 84d ou RN 84d était une route nationale française reliant La Cluse à Oyonnax. Elle a été créée par décret du 2 mai 1952. À la suite de la réforme de 1972, la RN 84d a été déclassée en RD 984d.
Bien qu'Oyonnax ne soit pas un cul-de-sac, la RN 84d s'y terminait sans y croiser d'autre route nationale.

## Ancien tracé de La Cluse à Oyonnax (D 984d)
- La Cluse D 984d
- Montréal-la-Cluse
- Martignat
- Alex, commune de Groissiat
- Oyonnax D 984d